# ケンムン

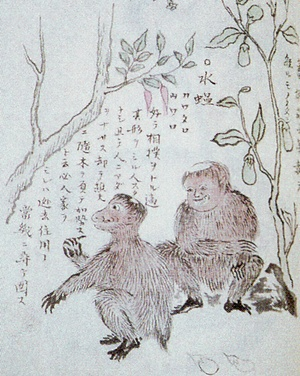
"水蝹 カワタロ ヤマワロ"
―『南島雑話』（奄美博物館蔵）

ケンムンまたはケンモン（水蝹）とは、奄美群島に伝わる妖怪。土地ごとに相違があるものの、概ね河童や沖縄の精霊（妖怪）であるキジムナーと共通する外観や性質が伝えられている。

## 伝承の推移
古くは江戸末期の文献『南島雑話』に「水蝹（）」と記述される。相撲好きで人に逢えば挑戦するとされ（河童と共通）、画では頭に皿があって河童と同様な姿である。かつては人害を及ばさず木こりや薪拾いが運ぶのを手伝う、目撃はまれで人家や人っ気の多いところから退散する、と記される。別名「カワタロ」「山ワロ」との付記もみえ、ケンムンの一種に宇婆があるとしている。
昔と今では、ケンムンの概念の変遷が生じている。すでに幕末の頃から、有益無害だという伝承は失われつつあった。時代を経るにつれ、ケンムンは一転して危険で忌避すべき存在となった。木運びを手伝うなどの伝承は語り継がれなくなっている。

## 概要
ケンムンは、河童の原型が核となっている。金久正（1963年）によって収集された伝承でも、河童的要素が色濃いと評されている。また、本土の河童伝承が加わった部分も否めない。ケンムンはしかし、水の精でもあるが、同時に木の精でもあり、沖縄に伝わる木の精キジムナーとも多くの共通性がみられる。すなわち、海にも山にも目撃される。これは季節によって生息場所を変えるためといわれる。

## 外見
まず形状に限って言えば、体と不釣合いに脚（や腕）が細長く（膝を立てて座ると頭より膝の方が高くなるほどあり）先端が杵状だといわれ、頭の皿に力水（または油）を蓄えている。
しかも姿を変える能力を持っており、見た相手の姿に変化したり、馬や牛に化けたりする。周囲の植物などの物に化けたり、姿を消して行方をくらますこともできるとも言われる。
ケンムンは発光する、または怪しい灯りをともす、といわれる。これは涎が光るためだとも、指先に火をともすためだともいう。または頭の皿が光るか、頭上の皿の油が燃えるのだとも、説明される。海にも山にも現れるケンムン火は、ケンムンマチ（ケンムン[ウ]マツ）とも呼ばれている。
一部で伝わるところによれば、大きさは子供の身の丈のほどで、顔つきは犬、猫、猿に似ている、目は赤く鋭い目つきで、口は尖っている、涎は悪臭を放ち、涎が青光るのは燐成分によるという。髪は黒または赤のおかっぱ頭。肌は赤みがかった色で、全身に猿のような体毛がある。体臭は山芋の匂いに似ている。

## 習性
ガジュマルの木を住処としており、木の精霊ともいわれる。この木を切ると、ケンマンに祟られると恐れられる（§減少も参照）。
ケンマンに祟りの遭うと、目を病んでしまう（目を突かれてように腫れ上がってしまい、失明寸前になることもある）、または命を落とすこともある。
魚や貝を食料としており、漁が好きで、夜になると海辺に現れ、（指に）灯りをともし岩間で漁をする。夜に漁に出た人間が鉢合わせすることもある。特に魚の目玉を好む（キジムナーと同様）。漁師が魚を捕りに行くとなぜか魚がよく捕れたが、どの魚も目玉を抜かれていたということもある。カタツムリ、ナメクジも食べる。カタツムリは殻を取って餅のように中身を丸めて食べる。ケンムンの住んでいる木の根元にはカタツムリの殻や貝殻が大量に落ちているという。
蛸とギブ（シャコガイ）を嫌う。蛸の理由については後述の起源を参照。ケンムンを追い払うには蛸を投げつけるか、虚偽でも何か別の物を蛸と称して投げるか、投げると脅すと効果がある。なおキジムナーも蛸が嫌いである。
相撲好きな習性は河童やキジムナーと共通する。河童同様に皿の水が抜けると力を失う。相撲を挑まれた際に逆立ちをしたり礼をしてみせると、ケンムンもそれを真似るので、皿の中身がこぼれて退散する。
悪口を言われることが嫌いで、体臭のせいか、山の中で「臭い」といったり、屁のことを話すことも嫌っている。

## 人間との関わり
ケンムンは本来は穏健な性格で、人に危害を与えることはない。薪を運んでいる人間をケンムンが手伝った話や、蛸にいじめられているケンムンを助けた漁師が、そのお礼に籾を入れなくても米が出てくる宝物をもらったという話もある。加計呂麻島では、よく老人が口でケンムンを呼び出して子供に見せたという。
しかし河童と同じように悪戯が好きな者もおり、動物に化けて人を脅かしたり、道案内のふりをして人を道に迷わせたりする。食べ物を盗むこともあり、戦時中に空襲を避けた人々がガジュマルの木の下に疎開したところ、食事をケンムンに食べられたという話が良く聞かれた。その際のケンムンは姿を消しており、カチャカチャと食器を鳴らす音だけが聞こえたという。
石を投げることも悪戯の一つで、ある人が海で船を漕いでいたところ、遥か彼方の岸に子供のような姿が見えたと思うと、船のそばに次々に巨大な石が投げ込まれたという話がある。山中で大石の転がる音や木が倒れる音を立てることもある。
さらに中には性格の荒い者もおり、子供をさらって魂を抜き取ることがある。魂を抜かれた子供はケンムンと同じようにガジュマルの木に居座り、人が来ると木々の間を飛び移って逃げ回る。このようなときは、藁を鍋蓋のような形に編んでその子の頭に乗せ、棒で叩くと元に戻るという。大人でも意識不明にさせられ、カタツムリを食べさせられたり、川に引き込まれることもある。
これらの悪戯に対抗するには、前述のように蛸での脅しや、藁を鍋蓋の形に編んでかぶせる他、家の軒下にトベラの枝や豚足の骨を吊り下げる方法がある。ただしケンムンの悪戯の大部分は、人間たちから自分や住処を守ろうとしての行動に過ぎないので、悪戯への対抗もケンムンを避ける程度に留めねばならず、あまりに度が過ぎると逆にケンムンに祟られてしまう。

## 起源
ケンムンの由来伝説は多々あり、以下の「蛸」の例のほか、福田晃が挙げた4タイプがある：
1. 蛸にいじめられ樹上生活に
月と太陽のあいだに生まれたケンムンは、庶子だったので天から追放され、はじめ岩礁に住まわされた。しかし蛸にいじめられたので、太陽に新しい住処を求めたところ、密林のなかで暮らせと諭され、ガジュマルの木（や同属のアコウの木）に住まいを求めるようになった[37][注 11]。
2. 藁人形の化身
ある女性が、この地の大工の神であるテンゴ（天狗）に求婚された。女性は結婚の条件として、60畳もの屋敷を1日で作ることを求めた。テンゴは二千体の藁人形に命を与え、屋敷を作り上げた。この藁人形たちが後に山や川に住み、ケンムンとなった[39][40][7]。
3. 人間の化身（殺人者が罰せられた姿）
ネブザワという名の猟師が仲間の猟師を殺し、その妻に求愛した。しかし真相を知った妻は、計略を立てて彼を山奥へ誘い込み、釘で木に打ちつけた。ネブザワは神に助けられたが、殺人の罰として半分人間・半分獣の姿に変えられた。全身に毛が生え、手足がやたら細長い奇妙な姿となった彼は、昼間は木や岩陰の暗がり隠れ、夜だけ出歩くようになった。これがケンムンの元祖だという[41][25]。
4. 孤児の姉弟
ノロ神の姪・甥が孤児が、山へススキ刈りに行かされ難儀していたところ、老人が通りかかり、海で貝を取って暮らせと勧めた。冬の海は寒く、山に舞い戻ってくると、こんどは老人が来て山・川・海に季節ごとに暮らせと指示し、姉弟をケンムンと名付けた[42]
5. 虐げられた嫁
嫁いびりにあい五寸釘でガジュマルの木に打ち付けられた女性がなった[26]。

## 減少
第二次世界大戦以後は、ケンムンはそれまでに比べてあまり目撃されなくなったが、その大きな要因は近年の乱開発によってガジュマルなどの住処を失ったためといわれている。
GHQの命令で奄美大島に仮刑務所が作られる際、多くのガジュマルが伐採されたが、島民はケンムンの祟りを恐れ「マッカーサーの命令だ」と叫びながら伐採した。後にマッカーサーがアメリカで没した際、島民は「ケンムンがいなくなったのは、アメリカに渡ってマッカーサーに祟っていたためだ」と話した。しばらく後にまたケンムンが現れ始め「ケンムンがアメリカから帰って来た」と噂がたったそうである。

## 名称について
ケンムンの名は「化け物」「怪の物」の訛りとされ、得体の知れない霊的な存在を意味している。沖永良部島では、ヒーヌムン（木の者）と呼ぶ。別名としてクンモン、クンム、ネブザワともいう。また一説によれば、本来この妖怪の名は仮名では正しく表記できない発音であるため、仮にケンムンという表記を当てているともいう。ちなみに朝鮮半島では怪物のことを괴물(ケムル)と言う。